# Lex Rupilia
La Lex Rupilia fu promulgata sotto il consolato di Publio Rupilio e Publio Popilio Lenate nel 132 a.C. Nasceva dalla pressante esigenza di mettere mano alla riforma amministrativa della provincia della Sicilia dopo i violenti e sanguinosi moti che l'avevano scossa, in seguito alla prima guerra servile. A seguito della sollevazione, il Senato romano era stato costretto a emettere un senatus consultum con il quale si conferivano i pieni poteri al console, affinché fosse restaurato l'ordine pubblico nella ricca provincia siciliana e di conseguenza la Repubblica non avesse a soffrire più gravi conseguenze: 
(CiceroneVerr, II.13, 15, 16, 3)
I contorni di questo senatus consultum, lo rappresenta come un decretum del console Rupilio secondo quanto deciso dai dieci legati propretore (quod is de decem legatorum sententia statuit), che erano stati inviati dal Senato in Sicilia per amministrare la provincia e la giustizia nel nome di Roma. Di fatto, dal resoconto dell'oratore arpinate emerge che la Lex Rupilia non fu una vera e propria lex, emanata secondo il procedimento di legiferazione allora vigente in Roma, cioè una rogatio (una proposta di legge del console fatta approvare dal Comizio centuriato) o un plebisscitum ratificato dal Senato con un proprio senatus consultum, ma una sorta di editto, che, sulla falsariga della Lex Julia Municipalis, istituiva uno statuto speciale per la provincia siciliana, le sue città e i suoi abitanti. 
In effetti, siccome non era mai esistito una qualche sorta di stato siciliano, ma solo una nutrita serie di antiche città, molte di fondazione magnogreca, altre di matrice indigena, altre ancora fondate dai cartaginesi al tempo del loro dominio, la Lex Rupilia si preoccupava di disciplinare i rapporti tra esse, per l'appunto, secondo il costume istituzionale romano, e la Res Publica romana, per fissare diritti e doveri reciproci. 
Per il noto principio del divide et impera, la normativa differiva secondo i rapporti intercorrenti tra le singole città e Roma (foedera), soprattutto in materia d'imposte. Queste per lo più erano strutturate su base decimale, cioè Roma incamerava la decima del prodotto interno lordo, diremmo noi moderni, cioè di tutto quanto prodotto nell'isola. Roma, dopo la conquista definitiva dell'isola, si era limitata a sostituirsi sotto l'aspetto tributario e della tassazione, alle generazioni di tiranni magnogreci e prima ancora ai Cartaginesi, che avevano governato la parte occidentale dell'isola per secoli. Mantenere nei limiti del possibile la struttura tributaria serviva a non scardinare l'assetto economico e sociale dell'isola che era pur sempre uno dei granai principali dell'Urbe. Le numerose eccezioni derivavano dalla fedeltà che le varie città e comunità avevano mostrato durante le guerre puniche. 
Messana, Tauromenium e Netum (Noto) avevano stipulato ciascuna un trattato (foedus) con Roma, così come tra stati sovrani, in base ai quali esse erano formalmente libere ed indipendenti, conservavano le proprie istituzioni e le proprie leggi, tanto che non erano soggette al potere amministrativo e giudiziario dei legati propretore insediati nell'isola da Roma, erano esenti da tributi e tasse e, almeno apparentemente, se Roma voleva una qualche prestazione, l'avrebbe dovuta chiedere in modo ufficiale. Altre cinque città, Centuripe, Alesa, Segesta, Alicia e Panormum, erano dichiarate libere ed indipendenti, ma non garantite da trattati bilaterali; i privilegi di cui godevano erano solo frutto di un atto unilaterale di Roma.
La maggior parte delle altre città siciliane erano dichiarate soggette alla decima, poiché all'epoca della conquista romana si erano arrese con la formula della deditio in fidem, cioè si erano arrese dopo aver fatto resistenza, rimettendosi alla clemenza dei conquistatori. Il loro statuto legale si presentava più svantaggiato rispetto alle città precedentemente citate. 
Per finire, le città che erano state conquistate con la forza vedevano confiscato tutto il loro patrimonio; soprattutto i terreni agricoli adatti a coltivazione o al pascolo erano dichiarati ager publicus populi Romani. L'ager publicus diventava territorio dello stato di Roma che, con asta pubblica, lo dava in affitto, ad un canone stabilito dai censori di Roma ogni cinque anni. I terreni diventavano così facile preda di grandi e ricchi proprietari terrieri che li facevano lavorare da manodopera schiavile a basso costo. I minori costi di produzione eliminarono gradualmente le piccole proprietà a gestione familiare e tutto il meridione italiano, ma non solo, fu gravato dall'insorgere del fenomeno del latifondo. 
Sotto l'aspetto tecnico, la disciplina introdotta dalla Lex Rupilia per prima cosa stabiliva:
(CiceroneVerr, II, 2, 32)
Ovvero, quando un cittadino avesse agito in giudizio contro un altro cittadino, il diritto sarebbe stato amministrato secondo le leggi proprie della patria di appartenenza e quindi, quando un siculo avesse convenuto in giudizio un altro siculo, ma non della stessa città, secondo quanto stabilito dall'editto dei legati propretore, per risolvere la controversia era sorteggiato un giudice. Mentre secondo il "decreto" di Rupilio, che i siculi chiamavano Legge Rupilia.
(CiceroneVerr, II, 2, 32)
Per il caso, quindi, in cui un popolo, cioè una città, citasse in giudizio un privato ovvero che questi citasse un popolo, allora il Senato sceglieva il giudice da un'altra città, una volta che fossero stati ricusati i giudici delle rispettive città di appartenenza. 
Nel caso in cui un cittadino romano fosse evocato in giudizio da un siculo, veniva nominato un giudice siculo, quando era il cittadino romano ad evocare in giudizio un siculo veniva nominato un giudice romano. 
Per tutte le altre faccende giudiziarie i siculi erano soliti scegliere (ma sarebbe più corretto affermare che, di fatto, erano costretti a scegliersi) i giudici tra cittadini romani appositamente scelti. Costoro giudicavano delle controversie insorte tra agricoltori ed esattori delle decime frumentarie, istituite secondo la cosiddetta Lex Hieronica.